# 浙江工商大学

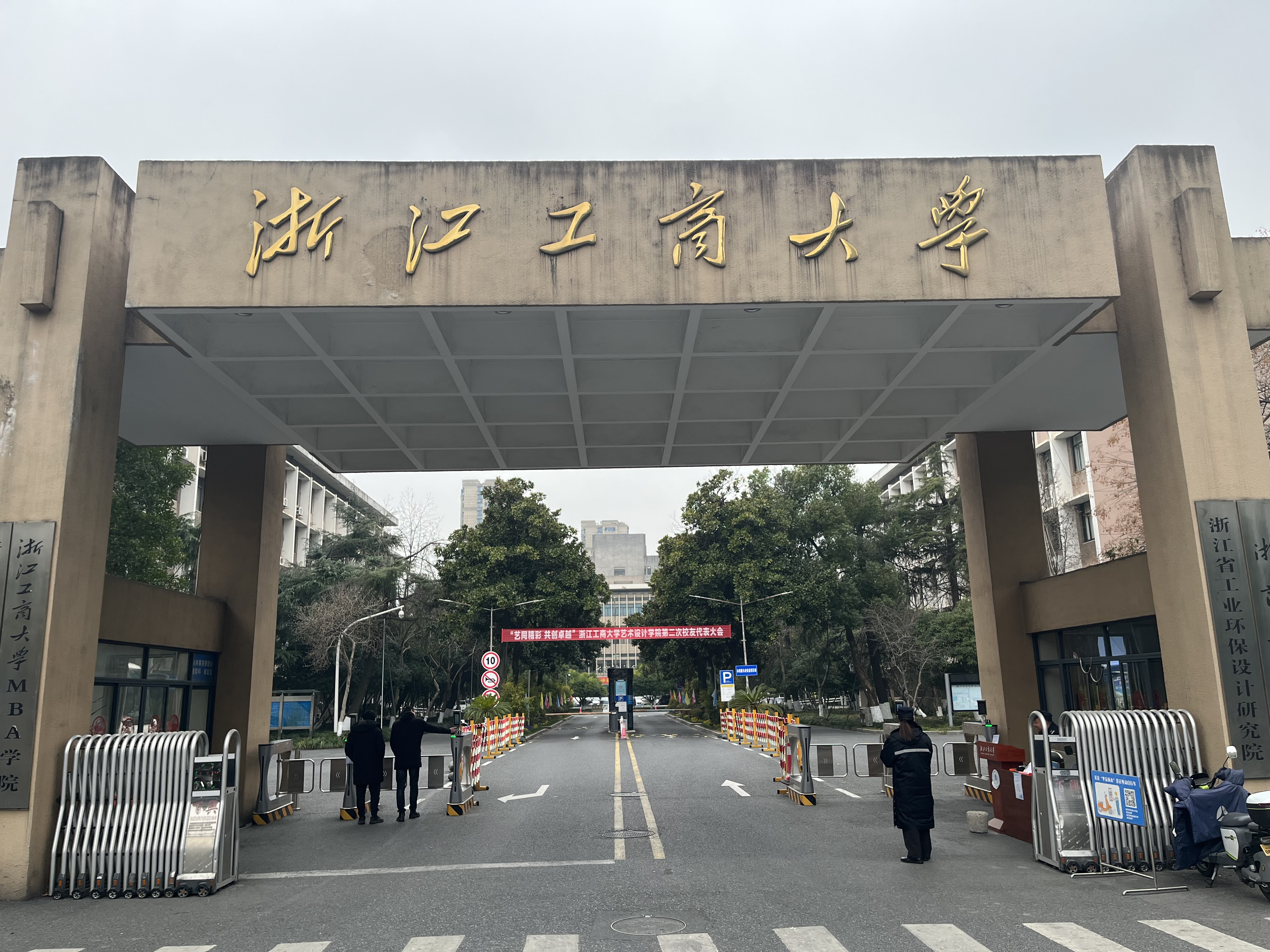
教工路校区正门

浙江工商大学（Zhejiang Gongshang University），简称：浙商大或浙工商，位于中国浙江省杭州市，是中华人民共和国教育部、商务部和浙江省人民政府共建的重点大学。前身是创建于1911年的杭州中等商业学堂，是浙江省新式商业教育之先驱，也是近代中国最早培养商业专门人才的摇篮。1980年经国务院批准成立杭州商学院，2004年经教育部批准更名为浙江工商大学。学校先后隶属于原国家商业部和国内贸易部等中央部委，1998年从原商业部直属院校改为“中央与地方共建，以地方管理为主”。百余年来学校一直秉承商科办学传统，以经济学、管理学学科为主，法学、工学等多学科协调发展，办学水平不断提高，已建设成为一所商科特色鲜明、全国一流的财经类大学。

## 校史
- 浙江工商大学的前身杭州中等商业学堂，创建于1911年3月15日（清宣统三年一月），由绅士郑在常筹资创办；同年7月，清政府学部批准立案，是中国最早创办的商业专门学校之一。在百余年办学历史中，学校历经16次易名，12次迁址。学校于1980年获得学士学位授予权，1990年获得硕士学位授予权，2003年获得博士学位授予权。
- 近年来，学校坚持传承“商”脉，不断壮大，提出建设“国内同类一流，国际知名的高水平大学”的奋斗目标，确立“创新强校，特色名校，融合发展，力争一流”发展战略。在未来五年中，学校将努力打造成新浙商的摇篮与创新创业人才高地。
- 2015年，学校被确定为浙江省人民政府、商务部和教育部共建的重点大学，使浙江工商大学与对外经济贸易大学并列成为商务部仅有的两所共建高校之一，形成了商务部“一南一北、一内(贸)一外(贸)”的格局。2016年7月，商务部将推进与对外经济贸易大学、浙江工商大学等共建大学的合作写入《商务发展第十三个五年规划纲要》[4]。

| 校名                       | 起止时间         | 校址 |
| -------------------------- | ---------------- | --- |
| 杭州中等商业学堂           | 1911.3.15-1912.8 | 杭州市马市街黄醋园巷 |
| 浙江公立中等商业学校       | 1912.8-1913冬    | |
| 浙江省立甲种商业学校       | 1913冬-1923.8    | 1914年春迁入贡院前平安桥堍原浙江两师范学堂部分校舍(现为杭州高级中学校址)                                                              |
| 浙江省立商业学校           | 1923.8-1926春    | |
| 浙江省立商科职业学校       | 1926春-1928.8    | 1927.7迁入直大方伯(现浙医二院) |
| 浙江省立高级商科中学       | 1928.8-1929.5    | 蒲场巷(今大学路)钱塘道伊公署旧址 |
| 浙江省立高级中学（商科）   | 1929.5-1933.6    | 贡院前(现杭州高级中学校址)，由蒋梦麟兼任校长                                                                                          |
| 浙江省杭州高级中学（商科） | 1933.6-1938.6    | 1937.7迁往金华琐园 |
| 浙江省临时联合中学（商科） | 1938.6-1939.8    | 1937.12迁往丽水碧湖镇 |
| 浙江省临时联合高级中学商科 | 1939.8-1942.9    | 1942.5迁往青田县南田镇 |
| 浙江省立高级商业职业中学   | 1942.9-1953.1    | 1942.9迁回丽水县碧湖镇;1946.1迁回杭州,暂借银洞桥绸业会馆;1946.10迁回贡院前平安桥;1951夏迁至西湖金沙港杭州市立中学原址                 |
| 浙江省杭州商业学校         | 1953.1-1963.7    | 1963夏迁至教工路,文二路校址为分部 |
| 商业部杭州商业学校         | 1963.7-1971      | 1965夏校本部迁至文二路,教工路校址为分部                                                                                               |
| 杭州师范学校               | 1971-1973夏      | 校本部在教工路 |
| 浙江商业学校               | 1973夏-1980.5    | 校本部在文二路,分部在教工路 |
| 杭州商学院                 | 1980.5-2004.5    | 1985夏迁至教工路,文二路校址为分部;1999年杭州化学工业学校、杭州应用工程学校并入;2001年浙江省政法干部管理学院并入;2003年9月下沙校区启用 |
| 浙江工商大学               | 2004.5至今       | 2006年2月迁至下沙校区,教工路校区为分部                                                                                                |

## 现状

### 学科建设
学校是浙江省内唯一拥有会计学博士点和全国首批审计专业硕士点的高校，也是浙江省最早获得金融学博士点的高校。据教育部2012年学科评估，该校的统计学、工商管理、应用经济学、理论经济学、法学、食品科学与工程等6个一级学科均居浙江省属高校第1位，统计学是全国财经类大学7个进入学科评估全国前10并且进入该学科前10%的一级学科之一。
学校拥有3个博士后流动站、3个一级学科博士点、18个二级学科博士点、16个一级学科硕士点、88个二级学科硕士点、11个硕士专业学位门类（覆盖21个招生领域）；学校有1个浙江省重中之重一级学科，4个浙江省人文社会科学重点研究基地一级学科，8个浙江省高校重点学科。在2016年年初的省一流学科遴选中，13个学科获批浙江省一流学科，在省属高校中名次靠前。

### 师资力量
学校现有教职工2278人，其中专任教师1804人，博士生导师88人，正高职称307人，副高职称712人，博士796人。拥有共享（双聘）院士，“浙江省特级专家”1人，国家“万人计划”领军人才1人，国家“千人计划”4人，国家“百千万人才工程” 2人，教育部“新世纪优秀人才支持计划”人才6人，中宣部“四个一批”人才1人，省部级有突出贡献专家9人，省“千人计划”5人，钱江学者（省特聘教授）5人，浙江省宣传文化系统“五个一批”人才4人，全国“五一”劳动奖章获得者1人，全国先进工作者1人，全国模范教师1人，全国优秀教师3人，全国优秀辅导员1人，浙江省功勋教师1人，浙江省优秀教师13人，享受政府特殊津贴11人，入选省“151人才工程”培养人员152人，省高校中青年学科带头人55人，省级教学名师7人，省级教坛新秀7人，西湖学者4人。

### 院系设置
学校下设工商管理学院、旅游与城市管理学院、财务与会计学院、统计与数学学院、经济学院、金融学院、食品与生物工程学院、环境科学与工程学院、信息与电子工程学院、计算机与信息工程学院、法学院、人文学院、公共管理学院、外国语学院、东方语言与哲学学院、艺术设计学院、马克思主义学院、杭州商学院、章乃器学院、MBA学院、国际教育学院、成人教育学院、人民武装学院等23个学院和现代商贸研究中心、浙商研究院、浙江省工业环保设计研究院、浙江省旅游科学研究所。其中，国际教育学院现有中国语言与文化、中国与中国商务、商务汉语等多个培训、合作项目。

### 国际交流
学校与美国、加拿大、智利、英国、德国、法国、俄罗斯、瑞典、比利时、澳大利亚、新西兰、土耳其、日本、韩国、泰国、菲律宾等国家的80多所高校建立了校际合作关系。与常春藤联盟的哥伦比亚大学、斯坦福大学、加州大学（伯克利分校、圣地亚哥分校、河滨分校）、弗吉尼亚理工大学、密苏里大学、佛罗里达理工大学、纽约州立大学奥斯威戈分校、费区堡州立大学，英国曼彻斯特大学、考文垂大学、英国东南中部大学联盟的北安普顿大学、贝德佛德大学，加拿大的魁北克大学，德国多特蒙德大学和维尔道应用科技大学，比利时西佛兰德大学，法国巴黎第九大学、雷恩第一大学和昂热大学，新西兰坎特伯雷大学，澳大利亚默多克大学，日本早稻田大学、立命馆大学、爱媛大学和静冈理工大学，韩国南首尔大学和龙仁大学，泰国朱拉隆功大学和暹罗大学，菲律宾的菲律宾大学和圣托马斯大学等签署了学生互派协议。
浙江工商大学法语联盟是法国法语联盟在浙江省的唯一合作伙伴；学校在比利时西弗兰德大学设有孔子学院，国务委员刘延东曾为学校孔子学院授牌。

## 校训
- “诚 毅 勤 朴”校训始于95年前的建校之初。二十世纪初，国家腐败，政治黑暗，民不聊生，百废待兴；教育界的志士仁人以“教育救国”为己任，纷纷开办新式学校培养社会急需的各种实用型人才，以实现振兴中华的抱负。浙江工商大学的前身杭州中等商业学堂就在这样的背景下于1911年创建。1913年，学校将“诚毅勤朴”定为校训。在此后90多年的办学历程中，学校培养了大批英才俊杰：中国爱国民主先驱、救国会著名“七君子”之一章乃器先生，中国著名经济学家骆耕漠先生正是其中的杰出代表。
- “诚 毅 勤 朴”校训言简意赅、精练凝重、意味深长：
  - “诚”― 忠诚、诚信。寓意着对祖国的忠诚，对人民的赤诚，蕴含着“诚信”这一为商、为人之根本。
  - “毅”― 坚毅、刚毅。体现了对事业的执着追求，体现了在任何困难面前绝不低头的大无畏精神。
  - “勤”― 勤奋、勤勉。勤奋是中华民族的传统美德，也是事业成功的基石。“业精于勤，荒于嬉，”勤能补拙，天道酬勤。
  - “朴”― 朴实、务实。脚踏实地，求真务实，踏实做事，老实为人。
- “诚 毅 勤 朴”也与“自强不息、坚忍不拔、勇于创新、讲求实效”的浙江精神相契合。